# Motýlové a housenky střední Evropy se zvláštním zřetelem k motýlům českým

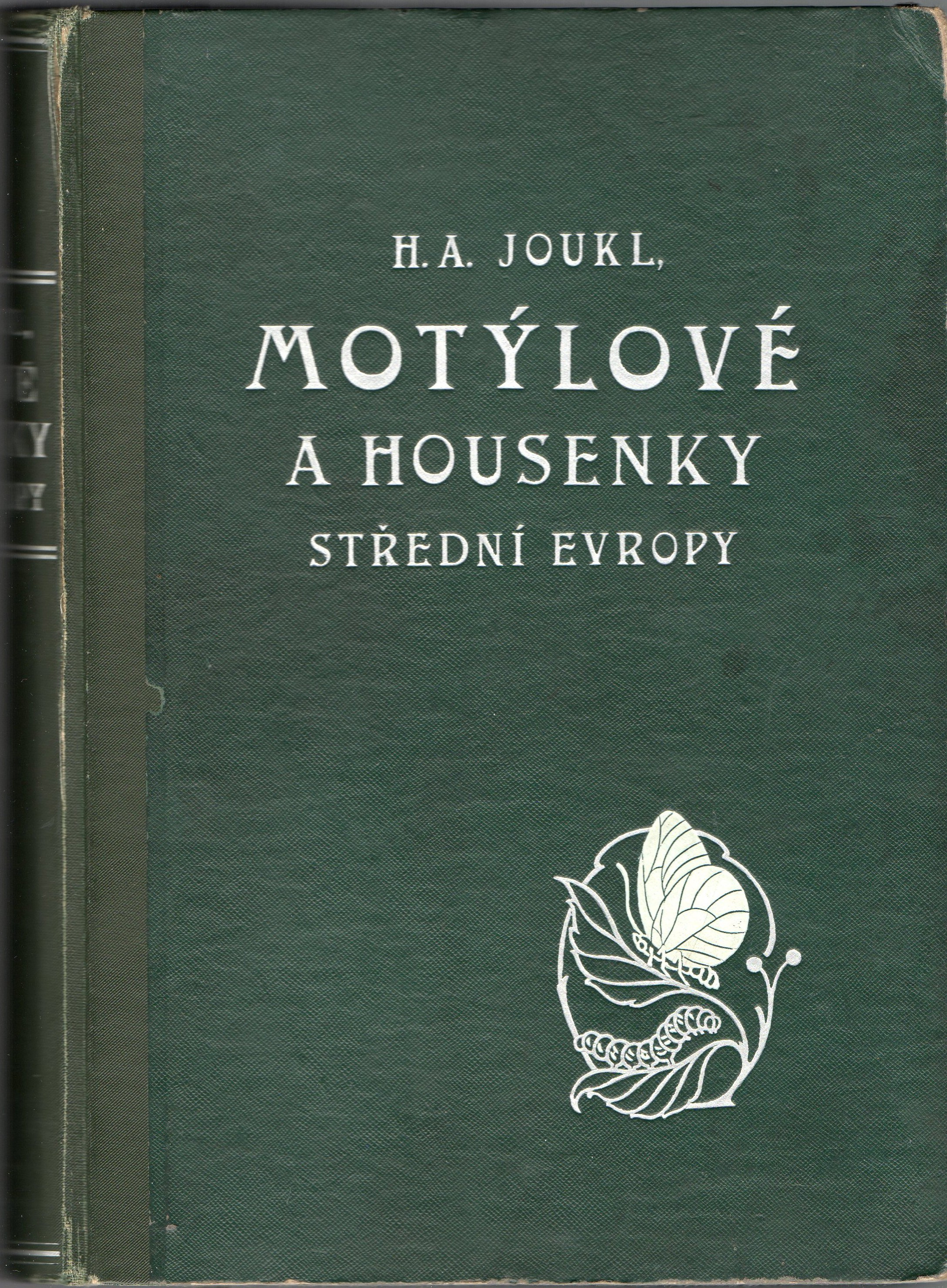
Obal knihy

Motýlové a housenky střední Evropy se zvláštním zřetelem k motýlům českým je jedna z nejznámějších entomologických - lepidopterologických knih z území Rakousko-Uherska, která se zabývala středoevropskými motýly, zvlášť českými druhy motýlů. Autorem této bohatě ilustrované práce je významný český entomolog Hynek Alois Joukl (1862-1910).
Tato práce patří mezi významné a nejznámější entomologické knihy z území Česka (v tehdejší době v rámci Rakousko-uherské monarchie). Patří dnes k vyhledávaným antikvariátním "kouskům literatury" s touto tematikou. Vyšla v Nakladatelství I. L. Kobera v Praze v roce 1910. Obsahuje 93 barevných litografických tabulek s vyobrazením motýlů a 349 stran textu v českém jazyce. Kniha měla vícero vydání, vyšla v jedno i dvoudílné verzi.